# St. Martinus (Eglingen)

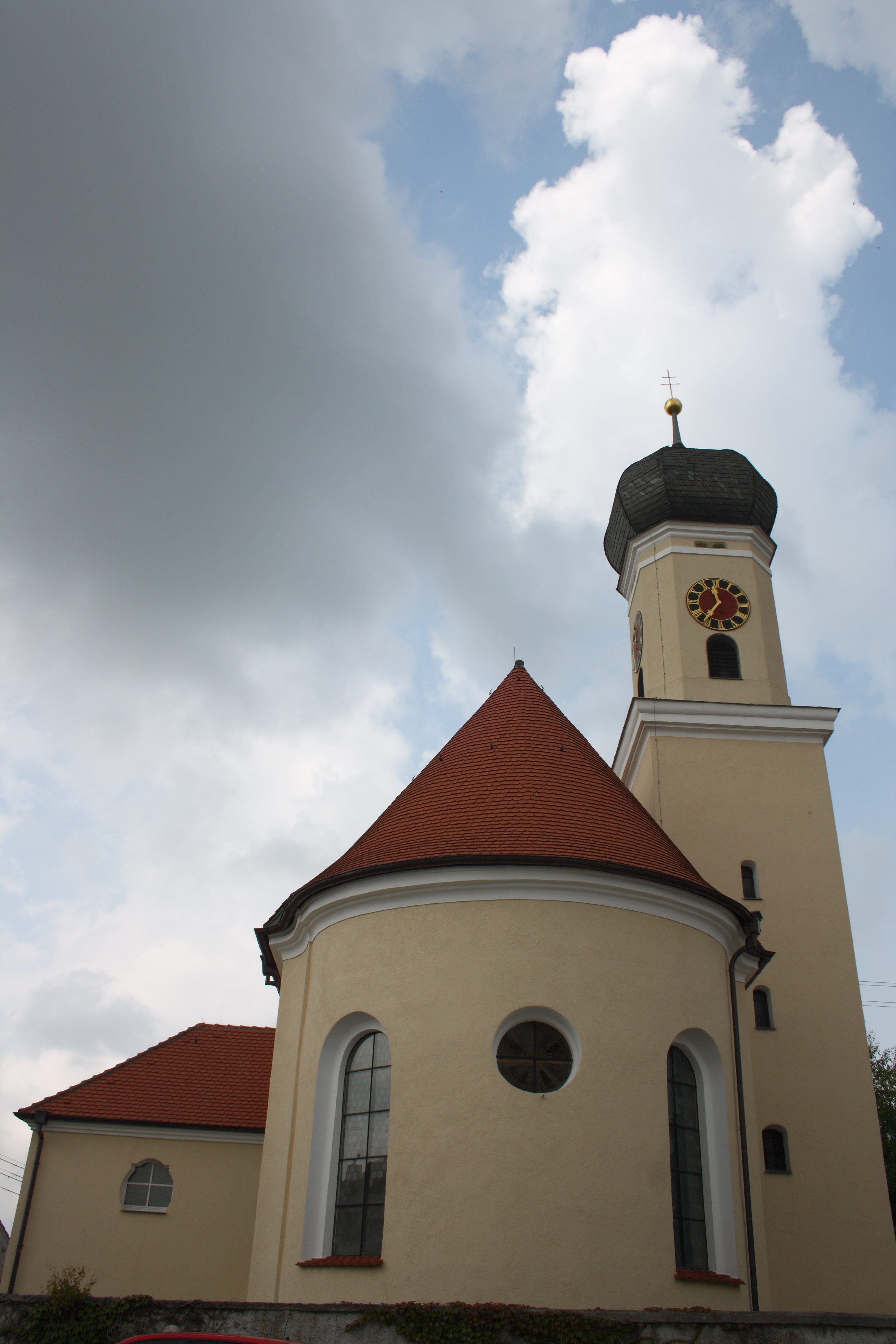
St. Martinus in Eglingen

Die römisch-katholische Pfarrkirche St. Martinus ist ein geschütztes Kulturdenkmal nach dem Denkmalschutzgesetz. Sie steht Eglingen, einem Ortsteil der Gemeinde Dischingen im Landkreis Heidenheim in Baden-Württemberg. Die Kirchengemeinde gehört zum Dekanat Heidenheim der Diözese Rottenburg-Stuttgart. Kirchenpatron ist Martin von Tours. 

## Beschreibung

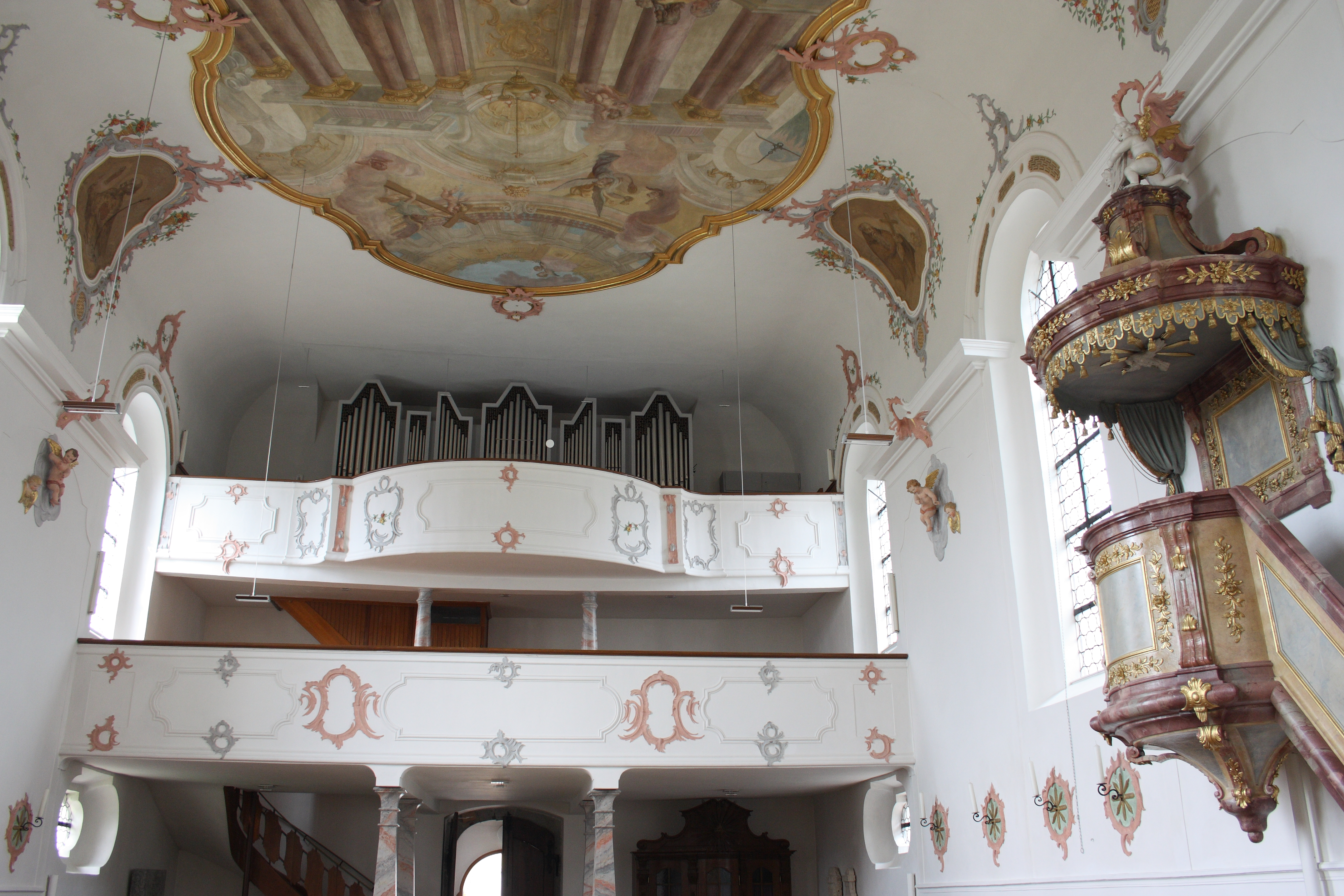
Innenansicht

Die Saalkirche besteht aus einem 1670/71 erbauten, zwischen 1775 und 1777 nach einem Entwurf von Johann Georg Hitzelberger erweiterten Langhaus, einem eingezogenen, halbrund geschlossenen Chor im Osten, der zwischen 1763 und 1769 nach einem Entwurf von Joseph Dossenberger erneuert wurde. An der Nordwand befindet sich ein Chorflankenturm auf quadratischem Grundriss. Der Turm wurde mit einem achteckigen, die Turmuhr und den Glockenstuhl beherbergenden Geschoss aufgestockt und mit einer Zwiebelhaube bedeckt. 
Im Innenraum des Langhauses wurde im Westen eine zweistöckige Empore eingebaut. Die Fresken an der Flachdecke mit Hohlkehle im Innenraum des Chors stammen von Johann Anwander. Zur Kirchenausstattung gehört ein neubarocker Hochaltar. Die Statuen der heiligen Anna und des Josef von Nazaret hat 1791 Johann Michael Fischer geschaffen. Die Orgel mit 18 Registern wurde 1975 von Max Offner gebaut.